# Encaste Contreras
Contreras es un encaste procedente de la Casta Vistahermosa. Por sus particularidades genéticas, registradas por el Ministerio del Interior de España, figura dentro del Libro Genealógico de la Raza Bovina de Lidia, dependiendo del Ministerio de agricultura .
Su nombre se debe a la ganadería brava que estuvo en propiedad de Juan Contreras y Murillo, que en 1907 creó su vacada a partir de la compra de reses a Tomasa Escribano, viuda de Joaquín Murube.

## Historia
Juan Contreras y Murillo, trujillano de nacimiento, político y ganadero, inició su andadura en 1907 en la finca "La Giralda", en el término municipal de Burguillos del Cerro (Badajoz), formada por 90 vacas y tres sementales de Tomasa Escribano, viuda de Joaquín Murube.
No estuvo mucho tiempo Juan como ganadero puntero ya que le vendió en 1920 a dos criadores salmantinos, a los Sánchez de Terrones y a los hermanos Sánchez Ricos, los de Terrones, Juan Sánchez, se lleva el contingente más nutrido de picos, y lo otro para el resto de ganado dividido en cuatro partes, de los 4 hermanos Sánchez Ricos, dos hermanos, indelfonso y Fernando, le vende sus lotes a Juan Antonio Álvarez y Manuel González "Machaquito".

## Características

### Morfología
En su pelaje, predominan los colorados y castaños.
De cuello engatillados, cabeza chata, hocico ancho, poca cara, con poco perfil y de tamaño medio. 
De cornamenta generalmente blanquecina, cornidelanteros, corniapretados y cornicortos.

## Ganaderías relacionadas
En 2009 había 22 ganaderías de encaste Contreras, que sumaban 963 vacas reproductoras y 23 sementales, entre ellas se encuentran las siguientes:
- Baltasar Ibán[11][12]
- Campos Peña[13][14]
- Peralta[15][16]
- Benito Martín[17]
- Jaral de la Mira[18]
- Peñajara[19][20]
- Contreras[21]
- La Herguijuela[22]
- Alberto Mateo[23]